# 广云贡饼

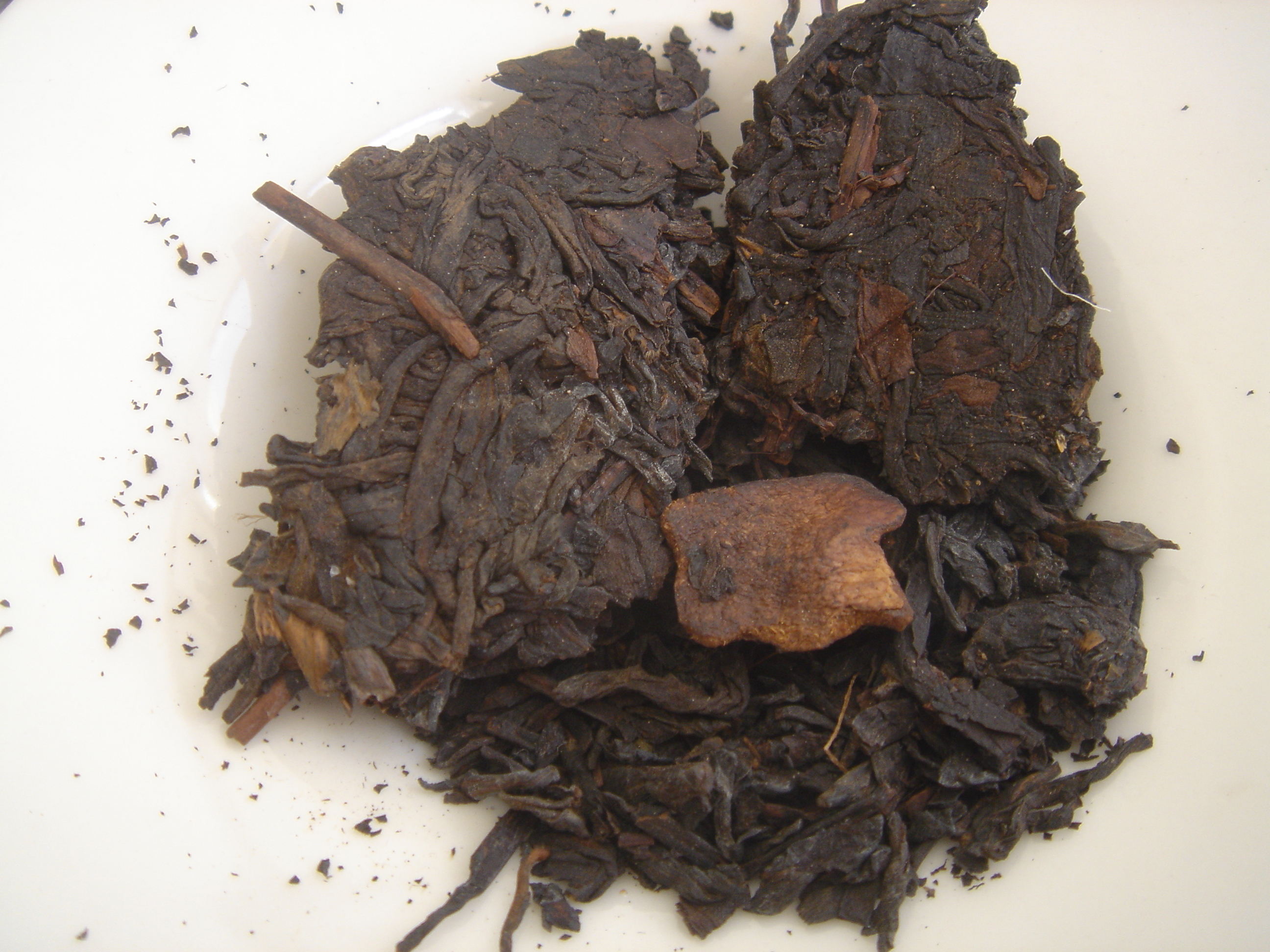
70广云贡

广云贡饼，又称广云贡茶、广云贡，是一类计划经济背景下的特殊普洱茶饼。

## 沿革
1960年至1970年期间，东南亚华侨对普洱茶的需求量很大。然而当时只有广东茶叶进出口总公司有出口权，经政府协调，广东茶叶公司从云南调集了一部分普洱茶青，加上广东、广西的茶青拼配成了一款黑茶用于出口。品级较低的茶青以散茶形式销售，而品质较好的茶青被压制成了饼茶。
由于茶青来自于云南、而出口自广东，此类茶饼也被称为广云贡饼，改以土黄色油光纸包装。标记上，将云南茶叶公司的“八中茶”标志里的“茶”字改为绿色，加标明“中国广东茶叶进出口公司”及“普洱饼茶”宋体字样。此外，广东培育人工渥堆发酵工艺，生产出有广东风味的普洱茶熟饼，味道较为出众。1973年，云南茶叶公司取得出口权，云南省开始大幅减少配往广东的茶青，之后的广云贡饼逐渐减产直至停产。市面上主要以1960年代广云贡饼（60广云贡）和1970年代广云贡饼（70广云贡）为主。因茶饼中的云南大叶茶比例不同：60广云贡味道醇厚饱满，而70广云贡较为清新纯正但内质较为逊色。
1974年，云南派昆明茶厂吴启英、下关茶厂罗乃炘等到广东学习，并将“发水茶”等加速发酵技术带回云南。